# 102
| [ Edytuj tabelę ] |                         |
| Cesarz Chin       | - 88 Han Hedi 106       |
| Król Daków        | - 87 Decebal 106        |
| Władca Korei      | - 53 T’aejodae 146      |
| Król Nabatei      | - 70 Rabel II Soter 106 |
| Papież            | - 101 Ewaryst 109       |
| Król Partów       | - 78 Pakorus II 105     |
| Cesarz Rzymu      | - 98 Trajan 117         |

Rok 102 / CII
stulecia: I wiek ~
II wiek ~
III wiek

lata: 92 «
97 «
98 «
99 «
100 «
101 «
102
» 103
» 104
» 105
» 106
» 107
» 112

## Wydarzenia
- Wybudowanie akweduktu koło niemieckiego miasta Kolonii.
- Powrót Trajana po zwycięskiej kampanii przeciwko Dacji.
- Powiększenie portu w Portus.

## Zmarli
- Św. Klemens I, czwarty papież, (zmarł w 101 lub 102 roku)
- Ban Chao, chiński generał z okresu Wschodniej Dynastii Han (ur. 32)
- Yin, chińska cesarzowa